# Velezia pseudorigida
Velezia pseudorigida är en nejlikväxtart som beskrevs av Hub.-mor. Velezia pseudorigida ingår i släktet Velezia och familjen nejlikväxter. Inga underarter finns listade i Catalogue of Life.